# Harland (Gemeinde Blindenmarkt)
Harland ist ein Ort in der Katastralgemeinde Weitgraben in Blindenmarkt, Niederösterreich.

## Geografie
Das Dorf Harland liegt einen Kilometer nördlich von Blindenmarkt, ist über die Landesstraße L6016 erreichbar und befindet sich im südlichen Teil der Katastralgemeinde Weitgraben.

## Geschichte
Im Franziszeischen Kataster von 1822 ist Harland als Haufendorf mit zahlreichen Vierkanterhöfen verzeichnet. Laut Adressbuch von Österreich waren im Jahr 1938 in Harland ein Müller und ein Landwirt mit Direktvertrieb ansässig.